# Харибда
Хари́бда (др.-греч. Χάρυβδις, допустима транскрипция Харибди́да) — морское чудовище из древнегреческой мифологии; олицетворённое представление всепоглощающей морской пучины (этимологически Харибда означает «водоворот», хотя есть и иные толкования этого слова).
В гомеровской «Одиссее» Харибда изображается как морское божество (др.-греч. δία Χάρυβδις), обитающее в проливе под скалой в расстоянии полёта стрелы от другой скалы, которая служила местопребыванием пещерного чудовища Скиллы (Сциллы). Харибда обитала под огромным фиговым деревом (инжир или смоковница). Между ней и Сциллой проход был чрезвычайно узок и опасен, и мореплавателям весьма трудно было миновать Харибду, чтобы не попасть к Сцилле — чудовищу с шестью головами на длинных шеях, жившей в пещере высокой скалы. Отсюда происходит выражение «меж [между] Сциллой и Харибдой».
Географически местопребывание двух иносказательных чудовищ привязывали к морскому проливу между Италией и Сицилией.
В древнейших мифологических сказаниях Харибда едва ли играла какую-либо роль; позднее она была названа дочерью Посейдона и Геи.

## Описание у Гомера
Если описание Скиллы очень подробно — двенадцать лап, на косматых плечах — шесть длинных гибких шей, на каждой шее по голове; в пасти — частые, острые, расположенные в три ряда зубы; разинув все пасти, она разом похищала с корабля по шесть человек, — то Харибда у Гомера не имеет индивидуальности, это просто морской водоворот, тревожимый незримой водяной богиней, которая три раза в день поглощает и столько же раз извергает морскую воду под скалой Харибды.

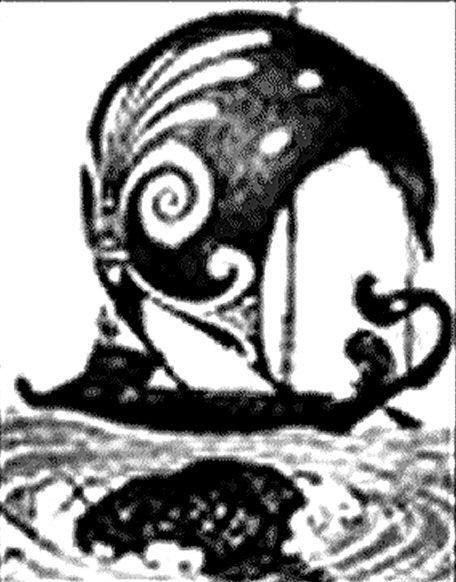
Корабль у Харибды

Когда Одиссей со своими спутниками проходил тесным проливом между Скиллой и Харибдой, последняя жадно поглощала солёную влагу. Рассчитав, что смерть от Харибды угрожает неминуемо всем, тогда как шестиглавая Скилла могла схватить лишь шестерых, Одиссей, с потерей шести своих товарищей, которых сожрала Скилла, избегает ужасного пролива.
Когда позднее, в наказание за святотатственное избиение быков Гипериона и по воле Зевса, буря разбила корабль Одиссея и разметала по морю трупы его товарищей, сам Одиссей, успевший прицепиться к мачте и килю, был снова отнесён ветром к Харибде. Видя неминуемую гибель, он в тот момент, когда обломки корабля попали в водоворот, ухватился за ветви смоковницы, спускавшейся к воде, и висел в таком положении до тех пор, пока Харибда не выбросила обратно «желанные брёвна». Тогда он, раскинув руки и ноги, всей тяжестью упал на выброшенные остатки корабля и, оседлав их, выбрался из водоворота.
Подобно Одиссею, счастливо миновал Харибду и Ясон со своими спутниками, благодаря помощи Фетиды; Эней же, которому также предстоял путь между Скиллой и Харибдой, предпочёл объехать окольным путём опасное место.

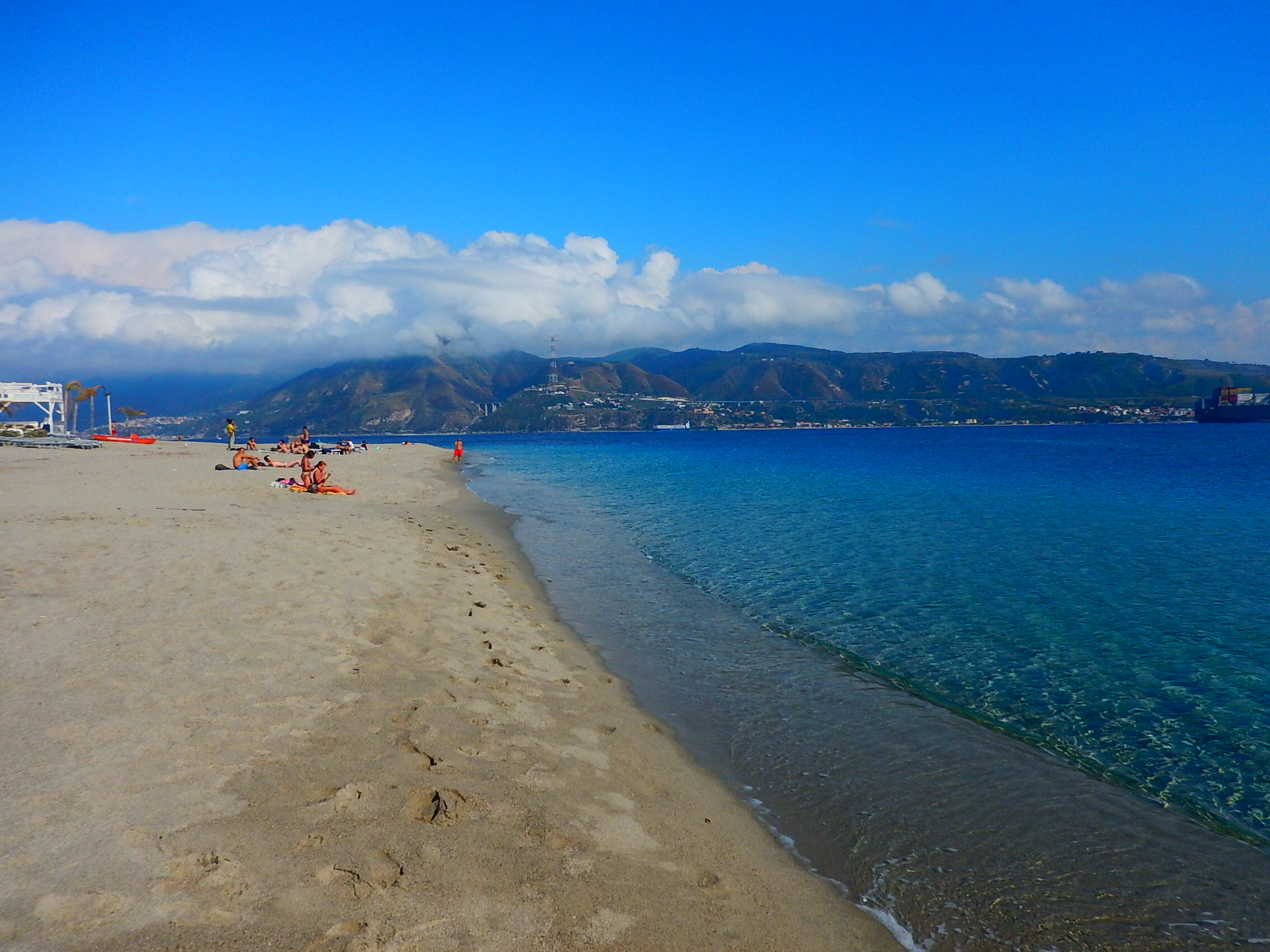
Ныне Харибду помещают на пляж Torre Faro возле Мессины (Сицилия)

## География
Географически местопребывание Харибды и Сциллы приурочивалось древними к Мессинскому проливу, причём Харибда помещалась в сицилийской части пролива под Пелорским мысом, а Сцилла на противоположном мысе (в Бруттии, близ Регия), носившем в историческое время её имя (лат. Scyllaeum promontorium, др.-греч. Σκύλλαιον). При этом обращает на себя внимание несоответствие фантастического описания сказочного опасного пролива у Гомера с действительным характером Мессинского пролива, который представляется далеко не столь опасным для мореплавателей.
Кроме мессинской Харибды, в древности под именем Харибды были известны пропасть, в которой исчезало на некотором протяжении течение реки Оронта в Сирии, между Антиохией и Апамеей, и водоворот близ Гадиры в Испании.

## Фольклор
Сопоставление Сциллы с Харибдой вошло в русский язык выражением «между Сциллой и Харибдой», равнозначным поговорке «из огня да в полымя»: сюда относятся греч. Τὴν Χάρυβδιν ἐκφυγὼν τῇ Σκύλλῃ περιέπεσον («убегая от Χарибды, наткнулся на Скиллу») и лат. гекзаметр «Incidis in Scyllam cupiens vitare Charybdin» («натыкаешься на Скиллу, желая избежать Харибды») и другие её разновидности.

## В литературе и искусстве
Одна из глав романа «Отверженные» Виктора Гюго называется «Харибда предместья Сент-Антуан и Сцилла предместья Тампль».
В повести братьев Стругацких «Далёкая Радуга» «Харибда» — название механизма (устройство на гусеничном ходу), поглощавшего энергию Волны — катаклизма, вызванного экспериментом физиков.
Харибда появлялась в книге «Перси Джексон и Море Чудовищ» и снятом по её мотивам фильме.
«Х.Арибда» — псевдоним злодея из детектива «Загадай число» (2010) Джона Вердона.

## В астрономии
- В честь Харибды назван астероид (388) Харибда, открытый в 1894 году.